# 石瓘
石瓘（1484年—？年），字廷陳，燕山左卫軍籍，直隶威縣人。明朝政治人物。

## 生平
治《易經》，正德八年（1513年）由國子生中式癸酉科順天府鄉試第一百三名舉人，嘉靖二年（1523年）癸未科會試第一百六十七名，第三甲第六名進士。初授行人司行人，五年六月选授南京云南道試御史。

## 家族
曾祖石全。祖父石政。父石洪。母唐氏。慈侍下。
行三，兄環、珎。